# Tipula serridens
Tipula serridens är en tvåvingeart som beskrevs av Alexander 1920. Tipula serridens ingår i släktet Tipula och familjen storharkrankar. Inga underarter finns listade i Catalogue of Life.